# Léa Elui
Léa Elui, née le 4 janvier 2001 à Chambéry, est une influenceuse française.
Elle se fait connaître en 2016 en publiant des vidéos de danse orientale sur les réseaux sociaux Musical.ly et Instagram. En 2019, elle est l'influenceuse française qui compte le plus grand nombre d'abonnés sur les réseaux sociaux.

## Biographie
Léa Elui témoigne avoir été victime de harcèlement scolaire au collège et au lycée, « des histoires d'adolescentes assez banales » dit-elle. Cela l'incite à se lancer dans la création de vidéos.
C'est en 2016, sur l’application Musical.ly (désormais TikTok) qu'elle se fait connaître en publiant des vidéos de danse orientale. Elle crée ensuite des vidéos humoristiques et des tutoriels de maquillage et de coiffure sur Instagram et sur YouTube.
En septembre 2017, à l'âge de 16 ans, son compte Instagram dépasse les 100 000 abonnés puis, en décembre 2017, il franchit la barre du million. Léa est adepte du body positive.
Elle met en ligne régulièrement des publications sur Instagram et répond tous les soirs aux commentaires qu’elles suscitent. En 2019, avec neuf millions d'abonnés, elle est la Française la plus suivie sur les réseaux sociaux.
En 2019, elle s'engage dans l'agence "Wonderwall Agency" récemment créée par le mannequin Baptiste Giabiconi.
En 2022, elle participe comme candidate à la saison 12 de Danse avec les stars au côté de Christophe Licata, et est éliminée en quart de finale,.
Habituée des placements produits et des présences à des événements organisés par des marques, Léa Elui signe en 2023 une collection capsule avec la marque Etam. Dans la foulée, elle défile deux fois pour la marque, réalisant "un rêve", dont une fois lors du défilé Etam Live Show 2023 organisé en marge de la Fashion Week, à Paris, et diffusé en direct à la télévision sur TMC.

## Filmographie

### Télévision
- 2022 : Danse avec les stars (saison  12) sur TF1 : candidate

### Court métrage
- 2018 : La casa de papel (Opération : 2 millions !) de Guillaume Pley sur Youtube

### Clip
- 2018 : Sofiane Ledhem, Comme un signe

## Distinctions
| Année | Récompenses  | Catégories | Nomination | Résultat   | Ref(s) |
| ----- | ------------ | ---------- | ---------- | ---------- | ------ |
| 2022  | ForYouAwards | Danse      | Elle-même  | Nomination |        |